# Urdolmen von Katharinenhof
Der Urdolmen von Katharinenhof (auch Katharinenhof V genannt) ist ein Großsteingrab auf der Insel Fehmarn (Schleswig-Holstein). Es liegt südöstlich von Katharinenhof, östlich von Vitzdorf in einem etwa 2,0 Meter hohen und 40 × 18 m messenden Hünenbett, von dem ein Teil der Einfassungssteine, meist jedoch nicht in situ, erhalten ist.

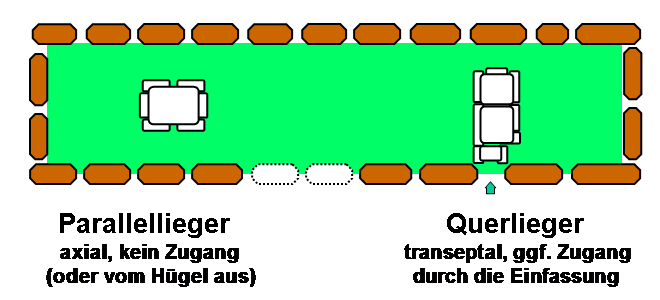
Querlieger rechts – wie in Katharinenhof – und Längslieger

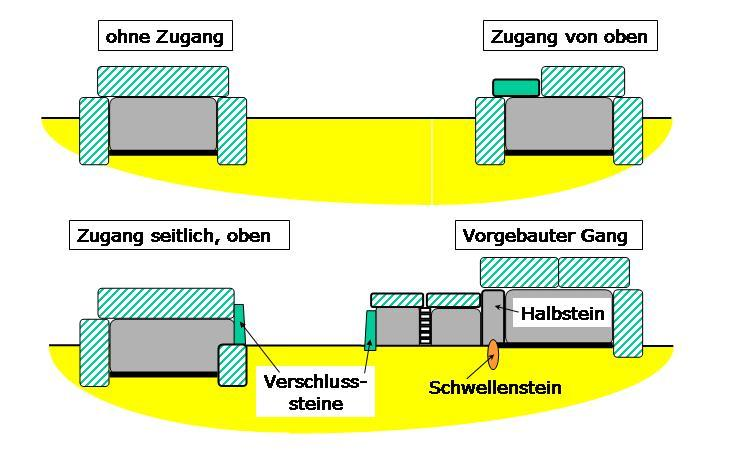
Katharinenhof entspricht dem Bild links unten

Das Grab hat die Sprockhoff-Nr. 255. Es entstand zwischen 3500 und 2800 v. Chr. in der Jungsteinzeit als Megalithanlage der Trichterbecherkultur (TBK).
Am Ostende des Hügels befindet sich die etwa rechteckige, kleine Kammer eines querliegenden Urdolmens mit einem einzigen Deckstein. Die westliche Seite besteht aus einem, die östliche aus zwei Tragsteinen. Im Süden wird die Kammer von einem Stein verschlossen. Der Schlussstein der Nordseite ist deutlich niedriger und dient als Zugang. Von den wirr herumliegenden Einfassungssteinen des Hünenbettes sind mehrere durch Sprengungen zerteilt worden. Die Reste der Bohrlöcher sind zu erkennen.